# チャールズ・ロッシャー
チャールズ・ロッシャー（Charles Rosher, 1885年11月17日 - 1974年1月15日）は、イングランド出身の撮影監督である。

## 来歴
サイレント映画時代から1950年代にかけて活動した。カール・ストラスと共に第1回アカデミー賞撮影賞を受賞となった。
メアリー・ピックフォードの友人でお気に入りの撮影監督であり、1918年から1927年にピックフォードが主演した全ての作品を撮影したが、1929年、『コケット』制作中に不和となった

## フィルモグラフィ
* 印のあるものはピックフォード出演作品
- The Indian Raiders (1912 短編)
- Early Days in the West (1912 短編)
- Life of Villa (1912 ドキュメンタリー)
- With Pancho Villa in Mexico (1913)
- The Next in Command (1914)
- The Oath of a Viking (1914 短編)
- The Mystery of the Poison Pool (1914)
- Santo Icario (1914)
- The Smuggler's Lass (1915 短編)
- The Mad Maid of the Forest (1915 短編)
- Gene of the Northland (1915 短編)
- The Voice in the Fog (1915)
- Blackbirds (1915)
- The Blacklist (1916)
- The Sowers (1916)
- The Clown (1916)
- Common Ground (1916)
- Anton the Terrible (1916)
- The Heir to the Hoorah (1916)
- The Plow Girl (1916)
- 閻魔張 On Record (1917)
- モルモンの少女 A Mormon Maid (1917)
- The Primrose Ring (1917)
- At First Sight (1917)
- Hashimura Togo (1917)
- 小公女* A Little Princess* (1917) ウォルター・ストラドリングと共に
- The Secret Game (1917)
- The Widow's Might (1918)
- One More American (1918)
- The Honor of His House (1918)
- The White Man's Law (1918)
- 春のおとづれ* How Could You, Jean?* (1918)
- 連隊の花* Johanna Enlists* (1918)
- Too Many Millions (1918)
- The Dub (1919)
- キッド小船長* Captain Kidd, Jr.* (1919)
- 孤児の生涯* Daddy-Long-Legs* (1919)
- 不良少女* The Hoodlum* (1919)
- 想出の丘へ* Heart o' the Hills* (1919)
- 青春の夢* Pollyanna* (1920)
- シャボンの泡* Suds* (1920) L・ウィリアム・オコネルと共に
- 白環団 The White Circle (1920) アルフレッド・オートリブと共に
- ディンティー Dinty (1920) デヴィッド・ケッソン、フォスター・レナードと共に
- 愛の燈明* The Love Light* (1921)
- 勝手口から* Through the Back Door* (1921)
- 小公子* Little Lord Fauntleroy* (1921)
- 久遠の微笑 Smilin' Through (1922) J・ロイ・ハントと共に
- 嵐の国のテス* Tess of the Storm Country* (1922)
- Sant'Ilario (1923)
- ロジタ* Rosita* (1923)
- ロッキーの薔薇 Tiger Rose (1923)
- ドロシー・ヴァーノン* Dorothy Vernon of Haddon Hall* (1924)
- 三人の女性 Three Women (1924) チャールズ・ヴァン・エンジャーと共に
- アンニー可愛や* Little Annie Rooney* (1925) ハル・モアと共に
- 雀* Sparrows* (1926) ハル・モアと共に
- サンライズ Sunrise: A Song of Two Humans (1927)
- デパート娘大学* My Best Girl* (1927)
- テムペスト Tempest (1928)
- コケット* Coquette* (1929) (クレジット無し)
- 山の王者 Eternal Love (1929) オリバー・マーシュと共に
- The Vagabond Queen (1929)
- アトランティック Atlantik (1929)
- アトランチック Atlantic (1929)
- The Road Is Fine (1930)
- Knowing Men (1930)
- 二つの世界 (英) Two Worlds (1930)
- 二つの世界 (独) Zwei Welten (1930) マッツ・グリーンバウムと共に
- The Price of Things (1930)
- アトランティス Atlantis (1930)
- ウォー・ナース War Nurse (1930)
- 暴露戦術 Paid (1930)
- Les deux mondes (1930)
- 暗黒街に踊る Dance, Fools, Dance (1931)
- 笑ふ罪人 Laughing Sinners (1931)
- This Modern Age (1931)
- 沈黙 Silence (1931)
- 春ひらく The Beloved Bachelor (1931)
- 夫の休息日 Husband's Holiday (1931)
- 栄光のハリウッド What Price Hollywood? (1932)
- Two Against the World (1932)
- 若き隼 Flaming Gold (1932)
- Rockabye (1932)
- The Past of Mary Holmes (1933)
- アワ・ベターズ Our Betters (1933)
- シルバー・コード The Silver Cord (1933)
- Bed of Roses (1933)
- 間諜K十四号/戦場の影に After Tonight (1933)
- ムーラン・ルージュ Moulin Rouge (1934)
- The Affairs of Cellini (1934)
- アウトキャスト・レディ Outcast Lady (1934)
- 女の知る事 What Every Woman Knows (1934)
- 或る夜の特ダネ After Office Hours (1935)
- 野性の叫び Call of the Wild (1935)
- 踊るブロードウェイ Broadway Melody of 1936 (1935)
- 小公子 Little Lord Fauntleroy (1936)
- 小都会の女 Small Town Girl (1936) オリバー・マーシュと共に
- 男は神に非ず Men Are Not Gods (1936)
- ザ・ウーマン・アイ・ラブ The Woman I Love (1937)
- 典型紳士読本 The Perfect Specimen (1937)
- 聖林ホテル Hollywood Hotel (1937) ジョージ・バーンズと共に
- ホワイト・バナーズ White Banners (1938)
- ハード・トゥ・ゲット Hard to Get (1938)
- オフ・ザ・レコード Off the Record (1939)
- イエス、マイ・ダーリン・ドーター Yes, My Darling Daughter (1939)
- ヘルズ・キッチン Hell's Kitchen (1939)
- 帰って来たスパイ Espionage Agent (1939)
- ア・チャイルド・イズ・ボーン A Child Is Born (1939)
- ブラザー・ラット・アンド・ア・ベイビー Brother Rat and a Baby (1940)
- スリー・チアーズ・フォー・ザ・アイリッシュ Three Cheers for the Irish (1940)
- マイ・ラブ・ケイム・バック My Love Came Back (1940)
- フォー・マザーズ Four Mothers (1941)
- ミリオン・ダラー・ベイビー Million Dollar Baby (1941)
- 我が道は遠けれど One Foot in Heaven (1941)
- モーキー Mokey (1942)
- ピエール・オブ・ザ・プレインズ Pierre of the Plains (1942)
- スタンド・バイ・フォー・アクション Stand By for Action (1942)
- アサインメント・イン・ブリタニー Assignment in Brittany (1943)
- アイ・ドゥードゥ・イット I Dood It (1943) (クレジット無し)
- スウィング・フィーバー Swing Fever (1943)
- キスメット Kismet (1944)
- ジーグフェルド・フォリーズ Ziegfeld Follies (1945) ジョージ・フォーシー、レイ・ジューン(クレジット無し)と共に
- ヨランダと泥棒 Yolanda and the Thief (1945)
- 子鹿物語 The Yearling (1946) アーサー・アーリング、レナード・スミスと共に
- 闘牛の女王 Fiesta (1947) ウィルフリッド・クライン、シドニー・ワグナーと共に
- ダーク・デリュージョンDark Delusion (1947)
- 影なき男の息子 Song of the Thin Man (1947)
- オン・アン・アイランド・ウイズ・ユー On an Island with You (1948)
- ワーズ&ミュージック Words and Music (1948) ハリー・ストラドリングと共に
- 水着の女王 Neptune's Daughter (1949)
- 赤きダニューブ The Red Danube (1949)
- イーストサイド・ウエストサイド East Side, West Side (1949)
- アニーよ銃をとれ Annie Get Your Gun (1950)
- ペイガン・ラブ・ソング Pagan Love Song (1950)
- ショウ・ボートShow Boat (1951)
- 血闘 Scaramouche (1952)
- 三つの恋の物語 The Story of Three Loves (1953)
- 悲恋の王女エリザベス Young Bess (1953) ハロルド・ロッソンと共に
- キス・ミー・ケイト Kiss Me Kate (1953)
- ジュピターズ・ダーリン Jupiter's Darling (1955) ポール・ヴォーゲルと共に

## 受賞とノミネート
| 賞           | 年     | 部門             | 作品名                 | 結果       |
| ------------ | ------ | ---------------- | ---------------------- | ---------- |
| アカデミー賞 | 1928年 | 撮影賞           | サンライズ             | 受賞       |
| アカデミー賞 | 1934年 | 撮影賞           | The Affairs of Cellini | ノミネート |
| アカデミー賞 | 1944年 | 撮影賞（カラー） | キスメット             | ノミネート |
| アカデミー賞 | 1946年 | 撮影賞（カラー） | 子鹿物語               | 受賞       |
| アカデミー賞 | 1950年 | 撮影賞（カラー） | アニーよ銃をとれ       | ノミネート |
| アカデミー賞 | 1951年 | 撮影賞（カラー） | ショウ・ボート         | ノミネート |